# 布默鎮區 (北卡羅萊納州威爾克斯縣)
布默鎮區（英語：Boomer Township）是位於美國北卡羅萊納州威爾克斯縣的一個鎮區。

## 地方資料
布默鎮區的面積為85.46平方千米，皆為陸地。根據2020年美國人口普查的數據，當地共有人口1213人，而人口密度為每平方千米14.19人。